# شارع النجمة

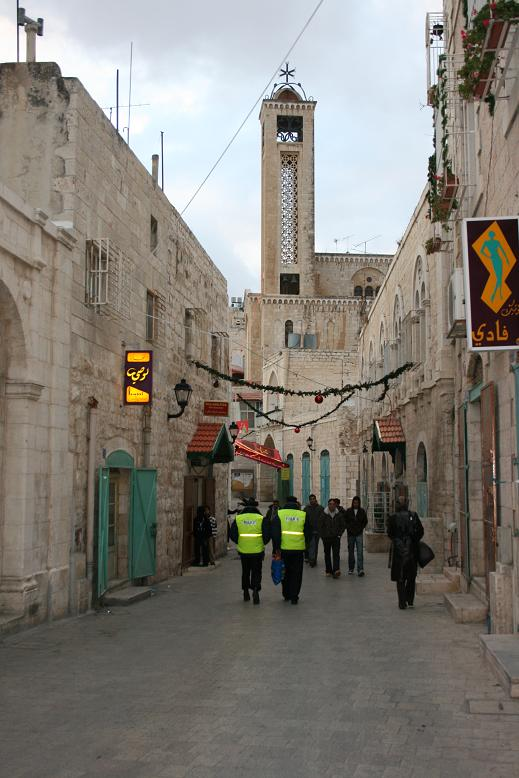
شارع النجمة ، 2008

شارع النجمة يسمى أيضًا بحارة التراجمة، هو أحد أقدم الشوارع التجارية في بيت لحم، ويربط الجزء الشمالي من البلدة القديمة بالجزء الجنوبي، وكان الشارع المدخل الرئيسي للبلدة القديمة التي المؤدية إلى كنيسة المهد. بنيت معظم المباني على طول الشارع في القرن 19، قبل اندلاع الانتفاضة الثانية في عام 2001 كان هناك 98 محلا تجارياً في الشارع، ونظرا للانخفاض الحاد في قطاع السياحة في بيت لحم بسبب أعمال العنف أغلقت نصف المحلات تقريبا، ومع ذلك في عام 2008 ازداد عدد المحلات التجارية إلى 63 محلًا، ويقع متحف بيتنا التلحمي على طول الشارع. أُدرج الموقع على لائحة التراث العالمي لليونسكو.

## القيمة الدينية
يتمتع شارع النجمة بقيمة دينية ارتبطت بميلاد السيد المسيح قبل 2000 عام، عندما قامت العائلة المقدسة بالمرور منه للوصول إلى كنيسة المهد، وبعد ذلك أصبح بطاركة الكنائس من مدينة القدس واللاتين والروم الأرثوذكس والأرمن، يأتون إلى هذا الشارع في ليلة الميلاد من كل عام، ليحتفلوا ويشكلوا المواكب على امتداد الشارع، وأصبح من العادات والتقاليد أن كل موكب في المدينة كالأعراس والجنائز والاحتفالات الدينية تمر من شارع النجمة.